# Campionati del mondo di ciclismo su pista 2013
I Campionati del mondo di ciclismo su pista 2013 si svolsero a Minsk, in Bielorussia, dal 20 al 24 febbraio, all'interno della Minsk Arena.
Furono 19 le gare in programma, di cui 10 maschili e 9 femminili.

## Eventi
Orari locali, UTC+3.
Mercoledì 20 febbraio
- 19:15-20:45 Chilometro a cronometro maschile
- 20:45-21:00 Inseguimento individuale femminile
- 21:10-21:20 Velocità a squadre femminile
- 21:30-21:45 Inseguimento a squadre maschile

Giovedì 21 febbraio
- 19:00-20:00 500 metri a cronometro femminile
- 20:00-20:15 Inseguimento individuale maschile
- 20:35-20:50 Inseguimento a squadre femminile
- 20:50-21:15 Scratch maschile
- 21:25-21:35 Velocità a squadre maschile

Venerdì 22 febbraio
- 19:15-19:35 Scratch femminile
- 20:15-21:00 Corsa a punti maschile
- 21:20-21:30 Keirin maschile

Sabato 23 febbraio
- 19:25-20:00 Corsa a punti femminile
- 20:25-21:00 Omnium maschile
- 19:15-21:20 Velocità femminile

Domenica 24 febbraio
- 14:10-14:45 Omnium femminile
- 14:00-15:10 Velocità maschile
- 15:35-16:30 Americana
- 16:40-16:50 Keirin femminile

## Partecipanti
Partecipano ai campionati 262 ciclisti, 182 uomini e 80 donne, in rappresentanza di 35 nazioni affiliate all'Unione Ciclistica Internazionale. La più numerosa è la rappresentanza russa, con 24 atleti.
| Nazione     | U  | D | Nazione       | U  | D | Nazione     | U  | D  |
| ----------- | -- | - | ------------- | -- | - | ----------- | -- | -- |
| Argentina   | 1  | - | Giappone      | 4  | 2 | Polonia     | 6  | 4  |
| Australia   | 9  | 6 | Gran Bretagna | 11 | 5 | Rep. Ceca   | 11 | 2  |
| Austria     | 2  | - | Grecia        | 3  | - | Russia      | 14 | 10 |
| Belgio      | 6  | 3 | Hong Kong     | 4  | 3 | Slovacchia  | -  | 1  |
| Bielorussia | 8  | 4 | India         | 4  | - | Spagna      | 10 | 3  |
| Canada      | -  | 4 | Irlanda       | 2  | 1 | Stati Uniti | -  | 1  |
| Cina        | 8  | 3 | Italia        | 8  | 6 | Sudafrica   | 2  | -  |
| Colombia    | 2  | 1 | Kazakistan    | 5  | - | Suriname    | 1  | -  |
| Cuba        | -  | 2 | Malaysia      | 1  | - | Svizzera    | 5  | -  |
| Danimarca   | 6  | - | Messico       | 3  | 2 | Ucraina     | 11 | 6  |
| Francia     | 8  | 4 | Nuova Zelanda | 5  | - | Uzbekistan  | 1  | -  |
| Germania    | 12 | 5 | Paesi Bassi   | 9  | 2 |             |    |    |

## Medagliere
| Pos.   | Nazione       | Oro | Argento | Bronzo | Totale |
| ------ | ------------- | --- | ------- | ------ | ------ |
| 1      | Gran Bretagna | 5   | 2       | 2      | 9      |
| 2      | Germania      | 3   | 3       | 2      | 8      |
| 3      | Australia     | 2   | 2       | 4      | 8      |
| 4      | Francia       | 2   | 0       | 2      | 4      |
| 5      | Stati Uniti   | 2   | 0       | 0      | 2      |
| 6      | Nuova Zelanda | 1   | 2       | 0      | 3      |
| 7      | Irlanda       | 1   | 1       | 0      | 2      |
| 8      | Hong Kong     | 1   | 0       | 1      | 2      |
| 9      | Polonia       | 1   | 0       | 0      | 1      |
| 9      | Rep. Ceca     | 1   | 0       | 0      | 1      |
| 11     | Cina          | 0   | 2       | 0      | 2      |
| 11     | Messico       | 0   | 2       | 0      | 2      |
| 11     | Spagna        | 0   | 2       | 0      | 2      |
| 14     | Russia        | 0   | 1       | 2      | 3      |
| 15     | Danimarca     | 0   | 1       | 1      | 2      |
| 16     | Austria       | 0   | 1       | 0      | 1      |
| 17     | Canada        | 0   | 0       | 1      | 1      |
| 17     | Cuba          | 0   | 0       | 1      | 1      |
| 17     | Italia        | 0   | 0       | 1      | 1      |
| 17     | Paesi Bassi   | 0   | 0       | 1      | 1      |
| 17     | Svizzera      | 0   | 0       | 1      | 1      |
| Totale | Totale        | 19  | 19      | 19     | 57     |

## Podi
| Eventi                            | Oro                                                                         | Prestazione | Argento                                                                | Prestazione | Bronzo                                                                                      | Prestazione |
| Uomini                            |                                                                             |             |                                                                        |             |                                                                                             |             |
| Velocità dettagli                 | Stefan Bötticher Germania                                                   |             | Denis Dmitriev Russia                                                  |             | François Pervis Francia                                                                     |             |
| Chilometro da fermo dettagli      | François Pervis Francia                                                     | 1'00"221    | Simon Van Velthooven Nuova Zelanda                                     | 1'00"869    | Joachim Eilers Germania                                                                     | 1'01"450    |
| Inseguimento individuale dettagli | Michael Hepburn Australia                                                   | 4'16"733    | Martyn Irvine Irlanda                                                  | 4'24"528    | Stefan Küng Svizzera                                                                        | 4'22"841    |
| Inseguimento a squadre dettagli   | Australia Alexander Edmondson Michael Hepburn Alexander Morgan Glenn O'Shea | 3'56"751    | Gran Bretagna Steven Burke Ed Clancy Samuel Harrison Andrew Tennant    | 4'00"967    | Danimarca Casper Folsach Lasse Norman Hansen Mathias Møller Nielsen Rasmus Christian Quaade | 3'59"821    |
| Velocità a squadre dettagli       | Germania Stefan Bötticher René Enders Maximilian Levy                       | 43"495      | Nuova Zelanda Edward Dawkins Ethan Mitchell Sam Webster                | 43"544      | Francia Michaël D'Almeida Julien Palma François Pervis                                      | 43"798      |
| Keirin dettagli                   | Jason Kenny Gran Bretagna                                                   |             | Maximilian Levy Germania                                               | a 0"047     | Matthijs Büchli Paesi Bassi                                                                 | a 0"224     |
| Scratch dettagli                  | Martyn Irvine Irlanda                                                       |             | Andreas Müller Austria                                                 |             | Luke Davison Australia                                                                      |             |
| Corsa a punti dettagli            | Simon Yates Gran Bretagna                                                   | 35 p.ti     | Eloy Teruel Spagna                                                     | 34 p.ti     | Kirill Svešnikov Russia                                                                     | 30 p.ti     |
| Americana dettagli                | Francia Vivien Brisse Morgan Kneisky                                        | 18 p.ti     | Spagna David Muntaner Albert Torres Barceló                            | 15 p.ti     | Germania Henning Bommel Theo Reinhardt                                                      | 13 p.ti     |
| Omnium dettagli                   | Aaron Gate Nuova Zelanda                                                    | 18 p.ti     | Lasse Norman Hansen Danimarca                                          | 21 p.ti     | Glenn O'Shea Australia                                                                      | 22 p.ti     |
| Donne                             |                                                                             |             |                                                                        |             |                                                                                             |             |
| Velocità dettagli                 | Rebecca James Gran Bretagna                                                 |             | Miriam Welte Germania                                                  |             | Lee Wai Sze Hong Kong                                                                       |             |
| 500m da fermo dettagli            | Lee Wai Sze Hong Kong                                                       | 33"973      | Miriam Welte Germania                                                  | 33"996      | Rebecca James Gran Bretagna                                                                 | 34"133      |
| Inseguimento individuale dettagli | Sarah Hammer Stati Uniti                                                    | 3'32"050    | Amy Cure Australia                                                     | 3'40"685    | Annette Edmondson Australia                                                                 | 3'36"830    |
| Inseguimento a squadre dettagli   | Gran Bretagna Elinor Barker Danielle King Laura Trott                       | 3'18"140    | Australia Amy Cure Annette Edmondson Melissa Hoskins Ashlee Ankudinoff | 3'19"913    | Canada Laura Brown Gillian Carleton Jasmin Glaesser                                         | 3'20"704    |
| Velocità a squadre dettagli       | Germania Kristina Vogel Miriam Welte                                        | 33"053      | Cina Gong Jinjie Guo Shuang                                            | 33"083      | Gran Bretagna Rebecca James Victoria Williamson                                             | 33"893      |
| Keirin dettagli                   | Rebecca James Gran Bretagna                                                 |             | Gong Jinjie Cina                                                       | a 0"116     | Lisandra Guerra Cuba                                                                        | a 0"116     |
| Scratch dettagli                  | Katarzyna Pawłowska Polonia                                                 |             | Sofía Arreola Messico                                                  |             | Evgenija Romanjuta Russia                                                                   |             |
| Corsa a punti dettagli            | Jarmila Machačová Rep. Ceca                                                 | 30 p.ti     | Sofía Arreola Messico                                                  | 29 p.ti     | Giorgia Bronzini Italia                                                                     | 22 p.ti     |
| Omnium dettagli                   | Sarah Hammer Stati Uniti                                                    | 20 p.ti     | Laura Trott Regno Unito                                                | 24 p.ti     | Annette Edmondson Australia                                                                 | 26 p.ti     |